# Shenzhuangita
La shenzhuangita és un mineral de la classe dels sulfurs que pertany al grup de la calcopirita. Rep el nom en honor dels professors Shangyue Shen i Xiaoli Zhuang, qui van descobrir per primera vegada aquesta varietat de calcopirita rica en níquel al meteorit de Suizhou.

## Característiques
La shenzhuangita és un sulfur de fórmula química NiFeS₂. Va ser aprovada com a espècie vàlida per l'Associació Mineralògica Internacional l'any 2017, sent publicada per primera vegada el 2018. Cristal·litza en el sistema tetragonal.
L'exemplar que va servir per a determinar l'espècie, el que es coneix com a material tipus, es troba conservat al: type material is deposited in the mineralogical collections of the museo di storia naturale, università di firenze, via la pira 4, i-50121, firenze, italy, catalogue number 3238/i

## Formació i jaciments
Va ser descoberta al meteorit Suizhou, un grup de dotze pedres recollides a la localitat de Xihe (Hubei, República Popular de la Xina
) l'any 1986. També ha estat trobada al districte de Nong, a la província de Savannakhet (Laos). El meteorit i aquest indret són els únics de tot el planeta on ha estat descrita aquesta espècie mineral.